# ایشلیکی
اشلیکی، روستایی از توابع بخش مرکزی شهرستان آستانه اشرفیه در استان گیلان ایران است.
اشلیک در منابع قدیمی به معنی جزیره اشلیکی
سرزمینی که سه طرفش تالابه یا جزیره ای در تالاب می باشد.
این روستا مابین روستای های کشل آزادسرا و روستای فشتم قرار دارد.  
در ابتدای جاده کشل آزادسرا ب سمت اشلیکی با منظره بسیار زبیا از مزراع کشاورزی و جاده پر پیج خم مواجه میشوید پس از عبور این منظره بکر به روستای اشلیکی خواهی رسید و بعد عبور از روستای سرسبز اشلیکی  به روستای همجوار فشتم میرسید.

## جمعیت
این روستا در دهستان کورکا قرار دارد و براساس سرشماری مرکز آمار ایران در سال۱۳۹۹، جمعیت آن ۱۸۶ نفر (۶۴خانوار)